# 圣康坦莱沙尔多内
圣康坦莱沙尔多内（法語：Saint-Quentin-les-Chardonnets，法語發音：[sɛ̃ kɑ̃tɛ̃ le ʃaʁdɔnɛ] ⓘ）是法国奥恩省的一个市镇，位于该省西北部，和卡尔瓦多斯省接壤，属于阿让唐区。

## 地理
圣康坦莱沙尔多内（48°47'4"N, 0°45'33"W）面积9 平方千米，位于法国诺曼底大区奧恩省，该省份为法国西北部内陆省份，北起顺时针与卡爾瓦多斯省、厄尔省、厄尔-卢瓦省、萨尔特省、马耶讷省和芒什省接壤。
与圣康坦莱沙尔多内接壤的市镇（或旧市镇、城区）包括：勒梅尼勒西布、蒙瑟克雷-克莱尔富热尔、坦什布赖博卡日、瓦尔达利耶尔、维尔诺曼底。
圣康坦莱沙尔多内的时区为UTC+01:00、UTC+02:00（夏令时）。

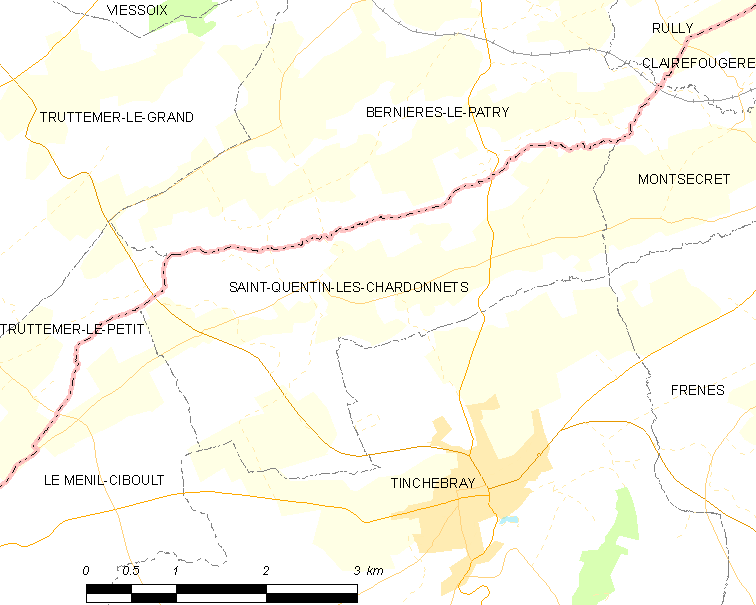
圣康坦莱沙尔多内的OSM定位图

## 行政
圣康坦莱沙尔多内的邮政编码为61800，INSEE市镇编码为61451。

## 政治
圣康坦莱沙尔多内所属的省级选区为栋夫龙昂普瓦赖县。

## 交通
奥恩省省道D22线、D265线和D924线经过境内。

## 人口

1962-2008年间圣康坦莱沙尔多内人口变化图示

圣康坦莱沙尔多内于2022年1月1日时的人口数量为317人。